# Mohammed Osman
Mohammed Osman, né le 1er janvier 1994 à Qamichli, est un footballeur international syrien, qui évolue au poste de milieu offensif avec les Lamphun Warriors.

## Biographie

### En sélection
Il joue son premier match en équipe de Syrie le 6 septembre 2018, en amical contre l'Ouzbékistan (score : 1-1).
En janvier 2019, il est retenu par le sélectionneur Bernd Stange afin de participer à la Coupe d'Asie des nations organisée aux Émirats arabes unis.